# Снежная королева: Разморозка
«Снежная королева: Разморозка» — российский 3D-компьютерный анимационный семейный фэнтезийный фильм 2023 года по сценарию Андрея Коренькова, Владимира Николаева и режиссера Алексея Цицилина. Wizart Animation взяла на себя дизайн, а Сергей Сельянов продюсировал фильм. Это пятая часть анимационной франшизы «Снежная Королева».
Фильм вышел в российский прокат 16 февраля 2023 года, а цифровой релиз состоялся 30 марта.

## Съёмочная группа
- Режиссёр — Алексей Цицилин, Андрей Кореньков
- Продюсеры — Сергей Сельянов, Владимир Николаев
- Авторы сценария — Андрей Кореньков, Владимир Николаев, Алексей Цицилин, Алексей Замыслов

## Роли озвучивали
- Полина Войченко — Айла
- Мария Шустрова — Альфида
- Ирина Чумантьева — Герда
- Юрий Романов — Кай
- Константин Панченко — Роллан
- Светлана Кузнецова — Королева
- Андрей Тенетко — Дух севера

## Маркетинг и выход
Трейлер анимационного фильма «Снежная королева: Разморозка» был впервые опубликован в интернете в конце декабря 2022 года. Пятый фильм, по итогу, вышел в кинотеатральный прокат 16 февраля 2023 года, а в цифровой лишь 30 марта.

## Кассовые сборы
«Снежная королева: Разморозка» изначально вышла без рекламной поддержки, в отличие от прошлых фильмов, потому пятая часть оказалась неудачной в прокате, собрав лишь 262 миллиона рублей, при бюджете в 179 миллионов. За первый уик-энд фильм собрал лишь 49 миллионов рублей, став наименее прибыльным во всей серии.

## Отзывы
«Снежная королева: Разморозка», на старте, получила негативный приём из-за сюжета и сценария. Однако сейчас оценки больше склоняются к положительным. На Критиканстве мультфильм получил 70/100 на основе 1 отзыва. На других сайтах, по типу Кинопоиск и IMDb фильм оценили также смешано: 7.1 и 5.9 из 10 соответственно.